# Оксид протактиния(V)-калия
Оксид протактиния(V)-калия — неорганическое соединение,
двойной оксид протактиния и калия
с формулой KPaO3,
кристаллы.

## Получение
- Спекание стехиометрических количеств оксида протактиния(V) и карбоната калия в кислородной атмосфере:

{\displaystyle {\mathsf {K_{2}CO_{3}+Pa_{2}O_{5}\ {\xrightarrow {600^{o}C,O_{2}}}\ 2KPaO_{3}+CO_{2}}}}

## Физические свойства
Оксид протактиния(V)-калия образует кристаллы
кубической сингонии,

параметры ячейки a = 0,4341 нм, Z = 1,
структура типа титаната кальция CaTiO3
.